# Angelo Carosi
Angelo Carosi (Italia, 20 de enero de 1964) es un atleta italiano retirado especializado en la prueba de 3000 m obstáculos, en la que ha conseguido ser subcampeón europeo en 1994.

## Carrera deportiva
En el Campeonato Europeo de Atletismo de 1994 ganó la medalla de plata en los 3000 m obstáculos, con un tiempo de 8:29.81 segundos, llegando a meta tras su compatriota italiano Alessandro Lambruschini y por delante del belga William Van Dijck (bronce con 8:30.93 segundos).